# Berry (priimek)
Berry je priimek več oseb:
- Gérard Berry, francoski računalničar in akademik
- Halle Berry, ameriška igralka
- James Henderson Berry, ameriški politik
- Joseph Gerald Berry, kanadski rimskokatoliški nadškof